# ژانگ گنگ
ژانگ گنگ (انگلیسی: Zhang Geng؛ زادهٔ ۹ مارس ۱۹۸۰) بازیکن زن هندبال اهل چین بود. وی در بازی‌های المپیک تابستانی ۲۰۰۸ شرکت کرده‌است.